# Silvio Pedroni
Silvio Paolo Pedroni (ur. 25 stycznia 1918 w Tredossi, zm. 13 czerwca 2003 w Cremonie) – włoski kolarz szosowy, srebrny medalista mistrzostw świata.

## Kariera
Największy sukces w karierze Silvio Pedroni osiągnął w 1947 roku, kiedy zdobył srebrny medal w wyścigu ze startu wspólnego amatorów podczas mistrzostw świata w Reims. W zawodach tych wyprzedził go jedynie jego rodak Adolfo Ferrari, a trzecie miejsce zajął Holender Gerard van Beek. Był to jednak jedyny medal wywalczony przez Pedroniego na międzynarodowej imprezie tej rangi. Ponadto wygrał wyścig Astico - Brenta w 1939 roku i Mediolan - Tortona w 1947 roku, a w 1949 roku był trzeci w Giro dell’Emilia. W 1948 roku wziął udział w igrzyskach olimpijskich w Londynie, gdzie był dziesiąty w wyścigu ze startu wspólnego i czwarty w wyścigu drużynowym. W tym samym roku zajął też piąte miejsce indywidualnie na mistrzostwach świata w Valkenburgu, po czym przeszedł na zawodowstwo. Trzykrotnie startował w Tour de France, ale ani razu go nie ukończył. Sześciokrotnie brał udział w Giro d’Italia, najlepszy wynik osiągając w 1950 roku, kiedy zajął siódme miejsce w klasyfikacji generalnej. Był też dziesiąty rok wcześniej. W 1955 roku zajął 29. miejsce w klasyfikacji generalnej Vuelta a España. Jako zawodowiec startował do 1956 r.